# John F. Kennedy Special Warfare Center and School
John F. Kennedy Special Warfare Center and School (kratica USAJFKSWCS) je vojaško-šolski center Kopenske vojske ZDA, ki skrbi za usposabljanje pripadnikov Poveljstva specialnih operacij Kopenske vojske ZDA in Sil za specialne operacije Kopenske vojske ZDA. 

## Zgodovina
Šola je bila uradno ustanovljena leta 1951 kot Oddelek za psihološko bojevanje pri Splošni šoli Kopenske vojske ZDA. Maja 1952 so oddelek preoblikovali v samostojni Center za psihološko bojevanje in naslednji mesec so center preoblikovali v Šolo psihološkega bojevanja. 1. oktobra 1983 so šolo dokončno preimenovali v sedanji naziv.